# Eugen Czernin (1851–1907)
Eugen Czernin, také Evžen Czernin z Chudenic (1. ledna 1851 Praha – 12. května 1907 Kotor, dnes Černá Hora) byl velkostatkář z rodu Czerninů (majitel velkostatku Vinoř), působil v zemské bance Bosny a Hercegoviny. Zasedal na Českém zemskému sněmu a Říšské radě.

## Život
Nejmladší syn Otakara Czernina staršího, studoval právnická studia na Karlově univerzitě, v roce 1876 mu byl udělen titul JUDr.
Byl jmenován c. k. komorníkem. Byl též náměstkem předsedy České společnosti pro zvelebování zahradnictví se sídlem v Praze.
V 80. letech se zapojil i do celostátní politiky. V doplňovacích volbách roku 1887 získal mandát v Říšské radě za velkostatkářskou kurii v Čechách (uvádí se jako Dr. Eugen Czernin, statkář z Prahy). Slib složil 14. října 1887 a volba byla potvrzena 24. října. Uspěl také v řádných volbách do Říšské rady roku 1891, kdy byl uváděn coby Dr. Eugen hrabě Czernin, statkář z Prahy. Mandát obhájil i ve volbách do Říšské rady roku 1897 (Dr. Eugen hrabě Czernin, statkář z Prahy) a ve volbách do Říšské rady roku 1901 (Dr. Eugen Czernin, c. a k. komoří a statkář).

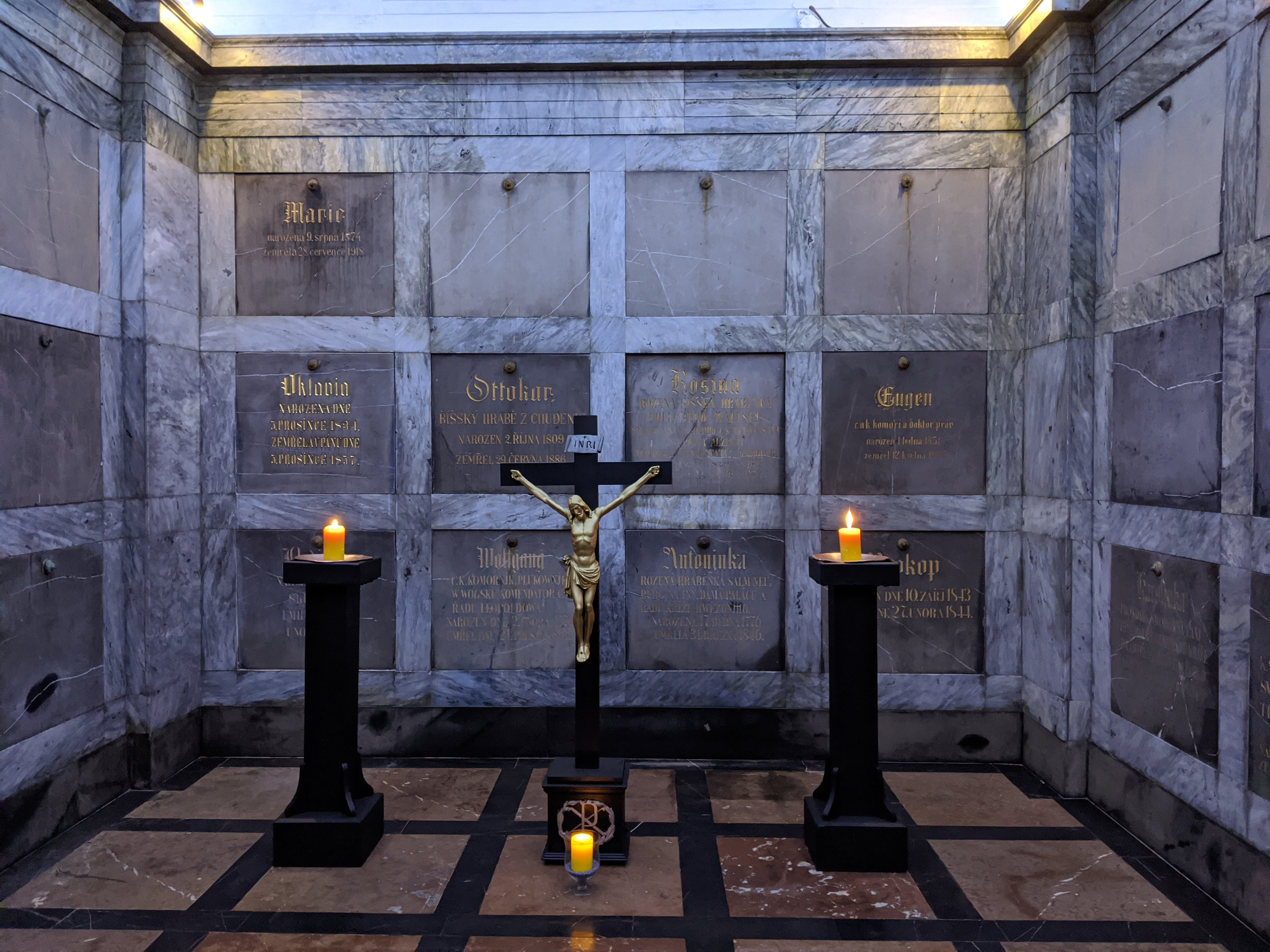
Hrobka rodiny, kde je pohřben Eugen, na vinořském hřbitově

Na Říšské radě je v roce 1890 uváděn jako člen Českého klubu, který tehdy sdružoval staročeské, moravské a velkostatkářské křídlo české reprezentace.
Od doplňovacích voleb v září 1888 zasedal na Českém zemském sněmu, kam byl zvolen za kurii velkostatkářskou (nesvěřenské velkostatky). Mandát obhájil v řádných zemských volbách v roce 1889. Byl členem Strany konzervativního velkostatku. Mandát obhájil opět v zemských volbách v roce 1895 a mandát poslance dokončil roku 1907.
Evžen Černín z Chudenic zemřel 12. května 1907 v Kotoru, tehdy součást monarchie, dnes Černá Hora v bývalé Jugoslávii.